# 750-es évek
Évszázadok: 7. század – 8. század – 9. század
Évtizedek: 700-as évek – 710-es évek – 720-as évek – 730-as évek – 740-es évek – 750-es évek – 760-as évek – 770-es évek – 780-as évek – 790-es évek – 800-as évek
Évek: 750 751 752 753 754 755 756 757 758 759